# Ginkgo adiantoides
Ginkgo adiantoides — вымерший вид гинкго из семейства Ginkgoaceae, произраставший на Земле от позднего мела до миоцена (99,7 — 11,6 млн лет назад).
История эволюции до конца не изучена. Морфологические и молекулярные данные показывают широкий диапазон возможного родства с саговниковыми и хвойными деревьями.
Листья Ginkgo adiantoides росли как на длинных, так и на коротких побегах боковых ветвей основного стебля. Их можно узнать по характерной форме и открытому дихотомическому типу жилкования.

## Распространение
Ginkgo adiantoides, вероятно, только в ледниковый период был вытеснен с материка Европы (и Америки), оставшись в виде реликта (Ginkgo biloba) в Китае и Японии. В Европейской части СССР Ginkgo adiantoides известен из активитанских слоев Башкирии и Северного Кавказа. Он же выявлен в верхнемеловых цагаянских отложениях на р. Бурее. Данный вид произрастал и на российском Дальнем Востоке (Сахалин, Приморье), где был широко представлен во флоре эпохи эоцена и олигоцена. Отмечается присутствие Ginkgo adiantoides в раннемеловой флоре Южного Приморья.